# SC Wacker Wien
Der Sportclub Wacker war ein österreichischer Fußballklub aus dem Wiener Stadtteil Obermeidling. Er entstand in den Jahren 1906 bis 1908 auf Initiative des Schülers Max Freund und bestand bis zur Fusion 1971 mit dem Jedleseer Sportklub SK Admira Wien zum FC Admira/Wacker, der Rechtsnachfolger beider Vereine wurde. Die Vereinsfarben von Wacker Wien waren Schwarz-Weiß, die Heimspiele wurden im 20.000 Zuschauer fassenden Stadion an der Rosasgasse (Wackerplatz) in unmittelbarer Nähe zum Schloss Schönbrunn ausgetragen.
In 53 Jahren Zugehörigkeit zur ersten Liga konnten die Meidlinger Buam 478 Spiele gewinnen. Den Höhepunkt der Vereinsgeschichte erreichte der Verein im Jahre 1947, in dem der Klub Meister wurde und das Cupfinale gegen die Wiener Austria mit 4:3 für sich entschied. Der größte Erfolg bei einem internationalen Turnier gelang 1951 mit dem Einzug ins Mitropacupfinale. Berühmt wurde Wacker dennoch als „ewiger Zweiter“ der Liga. Zählt man die verkürzte Meisterschaft von 1945 hinzu, so belegte Wacker zu Saisonende gleich acht Mal den zweiten Tabellenrang, allerdings nur einmal den ersten.

## Geschichte

### 1906–1912: Die ersten Jahre der Meidlinger Buam

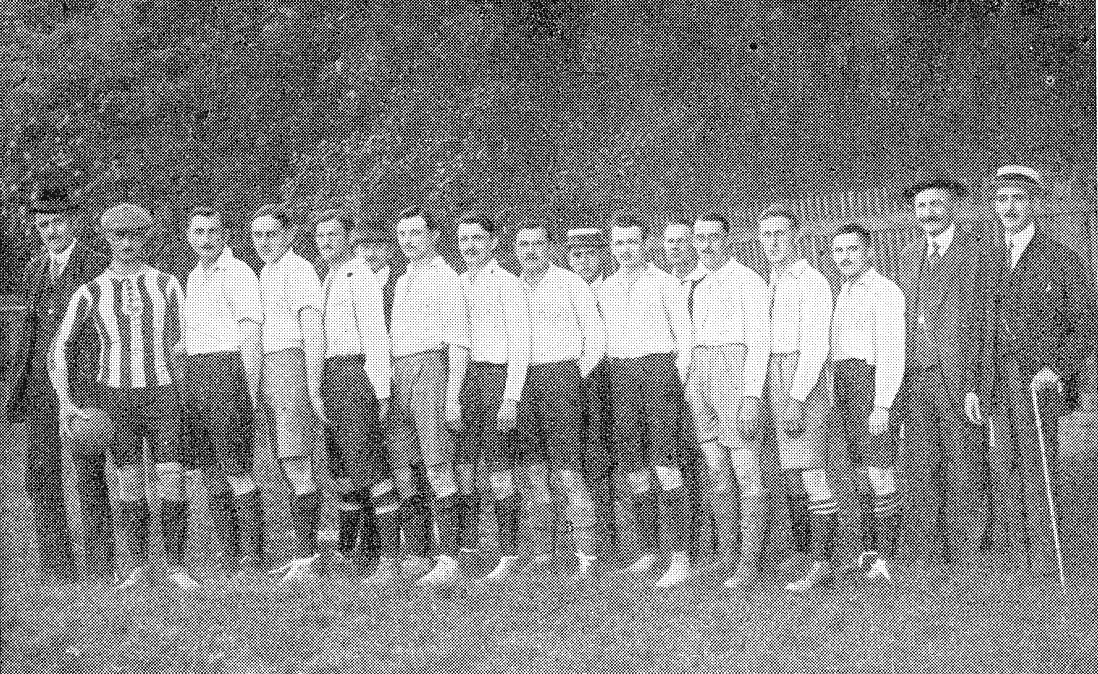
Das älteste bekannte Bild einer Wacker-Mannschaft, bald nach dem Beitritt zum ÖFV 1909

Der SC Wacker Wien geht auf den fußballbegeisterten Schüler Max Freund aus Meidling zurück. Dieser war Mitglied der Fußballjugendmannschaft des Wiener AC, wobei er bald der kostspieligen und langen Fahrten von Meidling zum Training in den Prater überdrüssig wurde. Gemeinsam mit seinem Freund Oskar Wittek sammelte Max zahlreiche Schüler um sich, mit denen sich die beiden regelmäßig zum Fußballspielen neben dem Meidlinger Schlachthaus trafen. Im Jahr 1906 regte Max Freund schließlich die Gründung eines eigenen Fußballvereins namens „Wacker“ an; doch scheiterte dieses stolze Vorhaben an der Tatsache, dass sich kein Großjähriger unter den zukünftigen Schwarz-Weißen befand, der den Verein polizeilich hätte anmelden können. Dieses Problem wurde vorerst beiseitegeschoben, die fußballspielenden Freunde widmeten sich zunächst der Suche nach einem eigenen Klubhaus sowie der Beschaffung eigener Vereinsdressen. Ein Klubhaus war mit der Waschküche in der Aichholzgasse 33, wo die Wacker-Spieler nunmehr all ihre Habseligkeiten inklusive Torstangen deponieren konnten, schnell gefunden. Auch gelang es den Schülern, eine Mutter zu überreden, schwarz-weiße Dressen für die gesamte Mannschaft anfertigen zu lassen. Die Vereinsfarben ergaben sich daraus, dass die Mehrzahl der jungen Sportler bis dahin eine schwarze Clothhose und ein weißes Ruderleiberl beim Fußballspielen trugen.
Im Jahr 1907 konnte in Herrn Rudolf Krones schließlich der notwendige Erwachsene für den Posten des Vereinsobmannes gefunden werden, sodass die formale Gründung der Wacker Wien in die Wege geleitet werden konnte. Ein eigener Sportplatz wurde vom Gastwirten Nitsch in Form einer Sandgrube bereitgestellt, die allerdings erst von den Vereinsmitgliedern planiert und für das Debütspiel 1909 gegen den ASV Hertha Wien hergerichtet werden musste. Das erste Spiel auf eigenem Platz endete mit einer Niederlage von 1:3 gegen die Gäste aus Favoriten. Noch im selben Jahr erreichten die Wacker-Spieler die Aufnahme ihres neu gegründeten Vereins in den Österreichischen Fußballverband. In der dritten und somit niedrigsten Klasse gestartet, konnte sich Wacker gegen heute weitgehend unbekannte Vereine noch im selben Jahr ungeschlagen in die zweitklassige „2. Klasse A“ spielen. Hier trafen die Meidlinger auf die recht spielstarken Mannschaften von Blue Star, Red Star, den Wiener Bewegungsspielern, Donaustadt, dem Nußdorfer AC, Ober St. Veit sowie den Hernalser Sportfreunden. Die Schwarz-Weißen vermochten im ersten Jahr gut mit ihren neuen Konkurrenten mitzuhalten, bereits in der zweiten Zweitligasaison 1911/12 war der Gewinn der Meisterschaft gelungen. Mit Franz Twaroch hatten die Meidlinger zudem ihren ersten „Star“ und Publikumsliebling in der Mannschaft, der sogar für die seit 1902 bestehende österreichische Nationalmannschaft – als erster Spieler eines Zweitligavereins überhaupt – zum Einsatz kam.

### 1912–1934: Auf und Ab in der Meisterschaft

In den 20er Jahren erhielt der Wacker sein traditionelles Logo, ursprünglich waren die Farben Schwarz und Weiß allerdings noch vertauscht.

Um in die erste Liga aufsteigen zu können, mussten die Schwarz-Weißen noch ein Relegationsspiel gegen den Vorletzten der Ersten Liga, SpC Rudolfshügel, bestreiten. Die Wacker-Spieler gingen mit großem Respekt vor den Rudolfshüglern in die Partie und verloren deutlich mit 0:6. Doch bereits eine Saison später stand Wacker erneut an der Tabellenspitze der zweiten Liga und forderte nun Hertha Wien in der Relegation. 0:2 und 2:2 lauteten die Ergebnisse gegen die Favoritner, Wacker hatte erneut den Aufstieg in die Erste Liga verpasst. Mit dem beeindruckenden Torverhältnis von 102:15 sicherten sich die Meidlinger 1914 ein drittes Mal in Folge die Zweitligameisterschaft. In diesem Jahr wurden zudem die Relegationsspiele auf Antrag der Vienna abgeschafft, wobei die Döblinger am Saisonende überraschend selbst den Abstieg antreten mussten. Wacker war damit endgültig erstklassig. Der Erste Weltkrieg überschattete jedoch bald die Freude über den Aufstieg in die höchste Spielstufe. Fast die gesamte Mannschaft Wackers wurde als Soldaten einberufen, etwa die Hälfte kehrte nicht mehr zurück. In den Kriegsmeisterschaften spielte der Verein keine große Rolle. In seiner ersten Saison als Erstligaklub konnte Wacker gar nur ein einziges Spiel gewinnen, während des Krieges war der Abstieg jedoch ausgesetzt. Zwar belegte der Klub auch in der ersten Nachkriegssaison 1919 den letzten Tabellenrang, aber auch hier entging der Klub durch eine Aufstockung der Liga der Relegation. Die stark wachsende Popularität des Vereins in Meidling machte bald den Bau eines neuen, größeren Stadions vonnöten. Am 8. Oktober 1921 konnte schließlich das Stadion an der Rosagasse, welches 20.000 Zuseher fasste, mit einem Meisterschaftsspiel eröffnet werden.
Den ersten großen Erfolg konnten die Wacker-Fans bereits kurze Zeit später bejubeln. Mit einem sensationellen 4:2-Sieg über Rapid Wien zogen die Meidlinger 1923 ins Cupfinale ein, in dem sie jedoch dem Wiener Sport-Club 1:3 vor 20.000 Besuchern auf der Hohen Warte unterlagen. Für die Wacker spielten damals Feigl im Tor, Kolndorfer und Huber als Backs, Klicka, Resch und Pellet in der Halvesreihe sowie Liebhardt, Torschütze Kowanda, Wana, Röscher und Stach als Stürmer. In der Meisterschaft erkämpften die Wacker-Spieler jahrzehntelang gute Platzierungen im Mittelfeld, konnten allerdings nie in den Titelkampf eingreifen. Zu Saisonhöhepunkten wurden meist einzelne Spiele, in denen man den großen Vereinen ein Bein stellen konnte. 1924 wurde das Berufsspielertum in Österreich eingeführt, das heißt aus der Meisterschaft wurde eine Profi-Liga. Einem siebenten Platz im ersten Profi-Jahr folgten mit einem neunten und achten weitere Ränge in der unteren Tabellenhälfte. Auch die Verpflichtung berühmter Trainer mit Rigo Kuthan und Jenő Konrád zeigte vorerst keinen Früchte. 1928 konnte der Verein jedoch mit einem bemerkenswerten 4:1-Sieg über Rekordmeister Rapid starten und am Ende mit dem 4. Tabellenrang einen vorläufigen Vereinsrekord aufstellen. Als besonders wertvoll wird dieser Tage außerdem der Auswärtssieg am 11. Juni 1929 gegen den damaligen europäischen Spitzenverein Slavia Prag mit 3:0 unter Trainer Ferdinand Feigl, der beim Cup-Finale 1923 noch im Tor gestanden hatte, in der Wacker-Chronik festgehalten. Nach diesem kurzen Höhenflug folgten bald wieder Ränge im Mittelfeld der Tabelle. In der Mannschaft Wackers spielten damals vorwiegend Meidlinger, die dem Verein meist ihre Karriere lang die Treue hielten. So hatte es der Klub Ausnahmespielern wie Karl Zischek zu verdanken, die trotz ihrer großen Erfolge in der Nationalmannschaft stets dem kleinen Bezirksverein als Spieler erhalten blieben, dass er stets dem Abstiegskampf fern bleiben konnte. So fuhren der Rechtsaußen des Wunderteams, Zischek, wie auch Johann Walzhofer zur Weltmeisterschaft 1934 in Italien, bei der Österreich das Halbfinale erreichte, in der Meisterschaft mussten sich die beiden 1934 allerdings mit Platz 9 begnügen und kamen so auch nie zu Einsätzen im internationalen Mitropacup.

### 1934–1947: Aufstieg, Zweiter Weltkrieg und Gewinn des Doubles
Der Aufstieg zum nationalen Spitzenverein begann in den Ende der 30er Jahre. Im zwanzigsten Bestandjahr als Erstligaverein konnten die Meidlinger 1935 mit dem vierten Platze ihr vorläufig bestes Meisterschaftsergebnis von 1928 egalisieren. In den folgenden Jahren sollte noch weit bessere Platzierungen folgen. Der Verein konnte mit zwei weiteren vierten Rängen 1937 und 1938 seinen Aufwärtstrend bestätigen. Nach der Annexion Österreichs durch das Deutsche Reich am 12. März 1938 wurde die professionelle Nationalliga, die „eines deutschen Mannes unwürdig sei“ durch die Amateurmeisterschaft in der Gauliga XVII ersetzt. Unter den neuen widrigen Umständen konnte sich der Klub vorerst gut behaupten. In der Saison 1938/39 konnte Wacker unter Trainer Otto Haftl den damaligen Serienmeister Admira Wien erstmals fordern. Der Klub erklomm zeitweilig die Tabellenführung und stellte sich am 19. März der Admira im Praterstadion im Entscheidungsspiel um den Titel im direkten Duell. Die Meidlinger verloren zwar vor 38.000 Zuschauern mit 2:4, wurden aber erstmals in der Vereinsgeschichte Vizemeister. Auch in den folgenden Jahren 1940 und 1941 konnten die Schwarz-Weißen Vizemeister werden, scheiterten in beiden Fällen an Rapid, die dank Franz Binder aber jeweils einen komfortablen Vorsprung herausspielen konnten. Pech hatte der Klub im DFB-Pokal 1939. Wacker kam bis ins Halbfinale des deutschen Pokals, wo die Mannschaft auf SV Waldhof Mannheim traf. Das erste Spiel in Mannheim endete 1:1 nach Verlängerung. Das Entscheidungsspiel in Wien ging mit 2:2 nach Verlängerung zu Ende, ein weiteres Entscheidungsspiel auf neutralem Platz in München endete 0:0 nach Verlängerung. So einigte man sich auf einen Losentscheid, der zu Gunsten Mannheims entschied. Die Meidlinger waren ungeschlagen aus dem Wettbewerb ausgeschieden. Der Verein litt zunehmend an den Folgen des Zweiten Weltkrieges. Man verlor zahlreiche Spieler durch den Krieg, darunter Nationaltormann Alexander Martinek, der Wacker-Nationalspieler Josef Pekarek verlor ein Bein. Das Stadion wurde durch Bombentreffer stark verwüstet. So sah sich der Verein im Jahre 1944 mit dem Abstiegskampf konfrontiert, konnte das Relegationsspiel gegen die SG Reichsbahn allerdings knapp mit 2:1 gewinnen. Zur Frühjahrsmeisterschaft 1945 musste der Verein alle Partien absagen.
| Meisterschaft 1947                                          | Meisterschaft 1947 | Meisterschaft 1947            |
| ----------------------------------------------------------- | ------------------ | ----------------------------- |
| 1. Wacker                                                   |                    | 30 Punkte                     |
| 2. Rapid                                                    |                    | 28 Punkte                     |
| 3. Vienna                                                   |                    | 27 Punkte                     |
| Cup 1947                                                    |                    |                               |
| Wacker                                                      | 4:3                | Austria                       |
| Reitermaier 30' Hahnemann 65' Reitermaier 83' Hahnemann 86' |                    | 45' Stroh 74' Huber 75' Huber |

Bereits eine Woche bevor Deutschland kapitulierte wurde am 1. Mai 1945 am Wacker-Platz wieder Fußball gespielt. Im Rahmen einer Maifeier der sowjetischen Besatzungstruppen trafen die Meidlinger auf eine Auswahlelf der Wiener Tschechen (8:0). Verstärkt durch die beiden Neuzugänge Marischka und Hahnemann von der Admira belegten die Schwarz-Weißen den dritten Platz in der ersten österreichischen Nachkriegsmeisterschaft 1945/46. Der Zugang der beiden Admira-Routiniers, der die Geschichte des Vereins deutlich beeinflusste, war dabei auf einen kuriosen Umstand der damaligen Zeit zurückzuführen. Der Admira-Platz lag im viergeteilten Wien auf der Seite der Russen, der Wacker-Platz im Territorium der Briten, in denen auch Marischka und Hahnemann wohnten. Um weiterhin regelmäßig zu trainieren zu können, kamen die beiden deshalb zur Wacker. Im Jahre 1947 erlangte die Vereinsgeschichte des Meidlinger Bezirksklubs schließlich ihren Höhepunkt. In der Meisterschaft stand der damalige dreifache Vizemeister zumeist auf Platz eins, meisterte dieses Mal das Entscheidungsspiel gegen den Wiener Sport-Club am 8. Juni 1947 mit einem 4:0-Sieg erfolgreich – Doppeltorschütze Turl Wagner. Wacker war Meister, bereits drei Wochen später standen die Meidlinger am 29. Juni der Wiener Austria im Cupfinale gegenüber, wobei dieses Entscheidungs-Match weitaus dramatischer verlief. Durch Wackers Torschützenkönig von 1942, Ernst Reitermaier, konnten die Meidlinger zwar in Führung gehen, Pepi Stroh besorgte allerdings bald darauf den Ausgleich für die Veilchen. Nach dem Hahnemann die Meidlinger ein weiteres Male in Führung brachte, wechselte diese wiederum nur Minuten später dank eines Doppelpacks von Dolfi Huber an die Austria. Schließlich besorgten je ein weiters Tor von Reitermeier und Hahnemann in den letzten Spielminuten das Endergebnis von 4:3 zu Gunsten von Wacker vor 35.000 Zuschauern im Praterstadion. Die Trophäe wurde anschließend von Bundeskanzler Leopold Figl der Siegerelf überreicht. Für Wacker traten damals neben den beiden Doppeltorschützen im Tor Pelikan, als Backs Virius und Marischka, in der Halvesreihe Macho, Hanappi und Brinek, wobei der erst 17-jährige Centerhalf Gerhard Hanappi in der Tagespresse besonders gelobt wurde, sowie weiters im Sturm Licker, Kalcik und Strobl an.

### 1948–1956: Vize-Titel in Meisterschaft und Zentropacup
Nach dem Double-Gewinn vermochten die Meidlinger mit ihrem neuen Trainer Edi Frühwirth, der das WM-System nach Meidling brachte, ihre Titel nicht mehr zu verteidigen beziehungsweise zurückzuerobern. Die Meisterschaft entwickelte sich erneut zum Duell mit Rapid. Wacker war durch einen 1:0-Sieg über den Sport-Club in der letzten Spielrunde an den Grün-Weißen vorbeigezogen, sodass auch diese zumindest einen Punkt in ihrem letzten Spiel gewinnen mussten, welches einen Tag später gegen die Austria stattfand. Unter den 45.000 Zuschauern im Praterstadion befanden sich am 6. Juni 1948 schließlich auch die gesamte Wacker-Mannschaft sowie zahlreiche schwarz-weiße Fans. Die Austria ging bald in Führung, nach 60 Minuten stand es 2:0 für die Veilchen. Doch ein Tor von Knor brachte Rapid 1:2 wieder heran, kurz vor Spielende, gab der Schiedsrichter Elfmeter für die Rapidler, Robert Körner trat an und traf und machte so Rapid zum Meister und Wacker zum Zweitplatzierten. Neben diesen pikanten direkten und indirekten Duellen wurde durch den Wechsel der Wacker-Legende Gerhard Hanappi 1950 zu Rapid noch angeheizt, zahlreiche Wacker-Fans schworen „ewige Feindschaft“. Nach einem vierten und einem dritten Platz griff Wacker 1951 wieder nach den Meisterehren. Mit Ernst Bokon, Richard Brousek, Walter Haummer und Turl Wagner besaß der Klub einen der stärksten Angriffe dieser Saison, insgesamt gab es in nur 24 Spielen exakt 100 Tore für die Meidlinger. Doch abermals führte kein Weg an Rapid vorbei, die gar 133 Mal ins gegnerische Goal trafen. Die Vizemeistertitel berechtigte den Verein allerdings zur Teilnahme am Zentropapokal, welcher einen Versuch darstellte, den berühmten Mitropapokal der Zwischenkriegszeit wiedereinzuführen. Wacker erreichte das Finale, in dem sie wiederum auf den Ligakonkurrenten Rapid trafen. Im Halbfinale wurde zuvor der jugoslawische Cupsieger Dinamo Zagreb klar 4:1 geschlagen. Im Endspiel am 5. Juni 1951 gegen die Grün-Weißen konnten die Wacker-Spieler zweimal in Führung geben, mussten sich jedoch am Ende mit 2:3 geschlagen geben.
In der Meisterschaft zeigte sich bald wieder das alte Bild: 1953 wurde Wacker zum bereits sechsten Male Vizemeister, nur einen Punkt hinter der Austria, und schoss dieses Mal 101 Tore in nur 26 Spielen. Das meisterschaftsentscheidende Spiel bot sich in der 24. Runde am 7. Juni 1953 im direkten Duell der beiden Titelkonkurrenten. Vor 45.000 Zuschauern im Praterstadion kamen die Meidlinger nicht über ein 1:1-Unentschieden hinaus, ein Sieg hätte den sicheren Titel gebracht. Im Meisterschaftsfinish gelang zwar ein 7:2-Auswärtssieg gegen den SK Sturm Graz, Austria deklassierte den Grazer SC allerdings mit 12:3. Im selben Jahr wurde Turl Brinek in die FIFA-Weltauswahl berufen, was aber einen Wechsel zum AS Monaco nach sich zog. 1954 wurde Wacker Dritter, zur Weltmeisterschaft in die Schweiz, bei der Österreich den dritten Platze belegte, fuhren Franz Pelikan, Walter Kollmann, Walter Haummer und Turl Wagner, Letzterer trat als dreifacher Torschütze beim Viertelfinalspiel gegen die Schweiz in Erscheinung. Nach einem vierten Platz 1955 griffen die Meidlinger in der Saison 1955/56 letztmals ins Titelrennen ein. 28 Wochen lang führten die Meidlinger die Tabelle an, ehe sie am letzten Spieltage der Entscheidung im Praterstadion gegen die Austria entgegentraten. Schärfster Konkurrent in diesem Jahr war wiederum Rapid, die jedoch dieses Mal auf einen Patzer der Meidlinger hoffen mussten. Wacker ging im entscheidenden Spiel gegen die Austria rasch in Führung, sie verloren noch mit 1:3. Drei Stangenschüsse und ein nicht gegebener Elfmeter machten die Enttäuschung noch größer – Rapid war Meister, Wacker zum siebenten Mal nur Zweiter. Dennoch gelang es dem Präsidenten Wackers, Alfred Frey, in diesem Jahre Sportgeschichte zu schreiben: Am 18. März 1956 machte er der UEFA den Vorschlag, einen Europapokal-der-Pokalsieger-Wettbewerb einzuführen, der schließlich ab 1960 ausgetragen wurde.

### 1956–1971: Abstiegskampf und Fusion mit der Admira
Nach dem verpassten Meistertitel 1956 geriet der SC Wacker Wien zunehmend in finanzielle Schwierigkeiten. In den Saisonen 1957 und 1958 stand der Klub aus sportlicher Sicht mit zwei vierten Plätzen noch gut da, bei der Weltmeisterschaft 1958 in Schweden vertraten Walter Kollmann sowie das Brüder-Paar Ernst und Paul Kozlicek die Farben Wackers. Doch die sportlichen Erfolge konnten bald nicht mehr über die finanziellen Missstände hinwegtäuschen: In der Herbstmeisterschaft der Saison 1958/59 weigerten sich mit Pelikan, Hager, Schrottenbaum, Wagner I, Wagner II und Kozlicek II gleich mehrere Spieler zum Meisterschaftsspiel beim Grazer AK anzutreten. Grund hierfür war, dass der Klub Prämien von rund 100 Schilling für ein Trainingsspiel nicht auszahlen konnte. Die Streikenden wurden zwar hart bestraft, ihr Abgang vom Verein führte jedoch zu einer empfindlichen sportlichen Schwächung. Als Not am Mann war, musste sich Hahnemann, mittlerweile Trainer der Schwarz-Weißen, sogar in einem Meisterschaftsspiel gegen die Vienna selbst einwechseln. Trotz seiner 45 Jahre erzielte er allerdings in diesem Spiel auch ein Tor. In der „Streiksaison“ wurde der Verein schließlich nur noch Achter, bereits 1961 fand sich der SC Wacker auf einem Abstiegsplatz wieder, wenngleich nur ein Punkt in der Endabrechnung auf die Nicht-Absteiger SV Schwechat und 1. Simmeringer SC fehlte. Das entscheidende Spiel gegen die Vienna in der letzten Runde war vor 8.000 Zuschauer mit 0:2 verloren gegangen. Der einstige Doublesieger entwickelte sich zu einer Aufzugmannschaft par excellence: Nach dem ersten Abstieg des Vereins in seiner Geschichte überhaupt, holten sich die Meidlinger in der zweitklassigen Regionalliga Ost umgehend den ersten Platz und stiegen 1962 wieder in die Staatsliga auf. Doch abermals fehlte ein Punkt zum Klassenerhalt, das entscheidende Auswärtsspiel ging dieses Mal am 16. Juni 1963 am Red-Star-Platz mit 4:2 an den Wiener Sport-Club. Ein Tiefpunkt der Saison war allerdings ein Spielabbruch am 7. Oktober 1962 im Heimmatch gegen den Grazer AK beim Stande von 1:2 in der 83. Spielminute wegen eklatanter Zuschauerausschreitungen, was eine 0:3-Verifizierung nach sich zog (Quellen: „Arbeiterzeitung Wien“ vom 9. Oktober 1962 ff). Ein erneuter Meistertitel in der Regionalliga Ost 1963/64 brachte die Rückkehr ins österreichische Oberhaus, wo zu Saisonschluss am 20. Juni 1965 dort allerdings bereits 5 Punkte fehlten, um in der höchsten Liga zu verbleiben. Das Bild bei den Meidlingern blieb dasselbe: 1966 wieder Ostligameister, 1967 wieder Abstieg, doch das Ausscheiden aus der mittlerweile Nationalliga genannten Meisterschaft verlief äußerst dramatisch: dieses Mal entschied bei jeweils 18 Punkten einzig der schlechtere Torquotient (28:50) gegenüber SK Sturm Graz (32:47), wobei in der Schlussrunde am 24. Juni 1967 auch ein 6:1-Heimsieg gegen Schlusslicht SV Kapfenberg und der Umstand nichts halfen, dass im Grazer Derby der Grazer AK mit 1:0 gewann. Mit neun Punkten Vorsprung gelang wiederum der fast obligatorische Sieg in der zweiten Liga (1967/68), Wacker wechselte in der achten Saison zum achten Mal die Spielstufe.

Logo des neuen FC Admira/Wacker

Dieses Hin und Her zwischen zwei Ligen ist wohl einmalig in der österreichischen Fußballgeschichte und stellte die Leidensfähigkeit der Fans auf eine harte Probe. Zuschauerzahlen von bis zu 12.500 Fans in diesen Jahren wurden dennoch nur von wenigen Klubs wie Rapid oder LASK überboten. Nachdem zwei Saisonen erfolgreich der Abstieg verhindert werden konnte, stand Wacker 1971 zum fünften Mal binnen 10 Jahren unterhalb des roten Striches. Zu den sportlichen und finanziellen Problemen kamen noch Schwierigkeiten mit dem Stadion in der Rosasgasse. So entschied sich die Vereinsführung mit der Admira Energie aus Maria Enzersdorf zum FC Admira/Wacker zu fusionieren, der im niederösterreichischen Maria Enzersdorf, im Bundesstadion Südstadt, beheimatet wurde. Diese Fusion stand am Ende zahlreicher Verhandlungen mit verschiedenen Klubs: Bereits nach dem Abstieg 1966 hätte sich Wacker mit dem Schwechater SV vereinigen und nach Niederösterreich ziehen sollen, was jedoch verhindert werden konnte. Das letzte Meisterschaftsspiel der Wacker Wien, nicht nur in der obersten österreichischen Spielklasse, sondern überhaupt für immer, hatte somit am 19. Juni 1971 gegen den FC Wacker Innsbruck (2:4) stattgefunden. Das letzte Tor für die Schwarz-Weißen hatte dabei Ernst Dokupil in der 79. Spielminute zum 2:4-Endstand erzielt. Die Kameras der anwesenden Reporter waren allerdings vor allem auf die Innsbrucker Gäste gerichtet, die dank dieses Sieges erstmals österreichischer Meister wurden.

### 1971–1973: Epilog in Brunn am Gebirge
Verfolgt man die Zweitligalizenz der Wiener Wacker 1971 weiter, so wurde diese zunächst dem FC Wacker/Admira, also der zweiten Mannschaft des neuen Fusionsvereins FC Admira/Wacker (man beachte die umgekehrte Reihenfolge der ehemaligen Klubnamen) übergeben. Mit einem Vorsprung auf den ersten Absteiger ASV Siegendorf, konnte der FC Wacker/Admira zwar den Klassenerhalt in der zweitklassigen Regionalliga Ost schaffen, dennoch willigte man der Bildung der Spielgemeinschaft mit Brunn am Gebirge, genannt Wacker Brunn am 5. Juli 1972 ein. Brunn am Gebirge entging so dem Abstieg in die niederösterreichische Landesliga, kündigte aber am 13. September 1973 die Spielgemeinschaft auf, sodass nun endgültig das Ende einer eigenständigen ‘Wacker’ gekommen war. Die Spielgemeinschaft hatte in ihrer einzigen Saison den 7. Platz bei 14 Mannschaften in der Regionalliga belegt.

## Stadion und Plätze

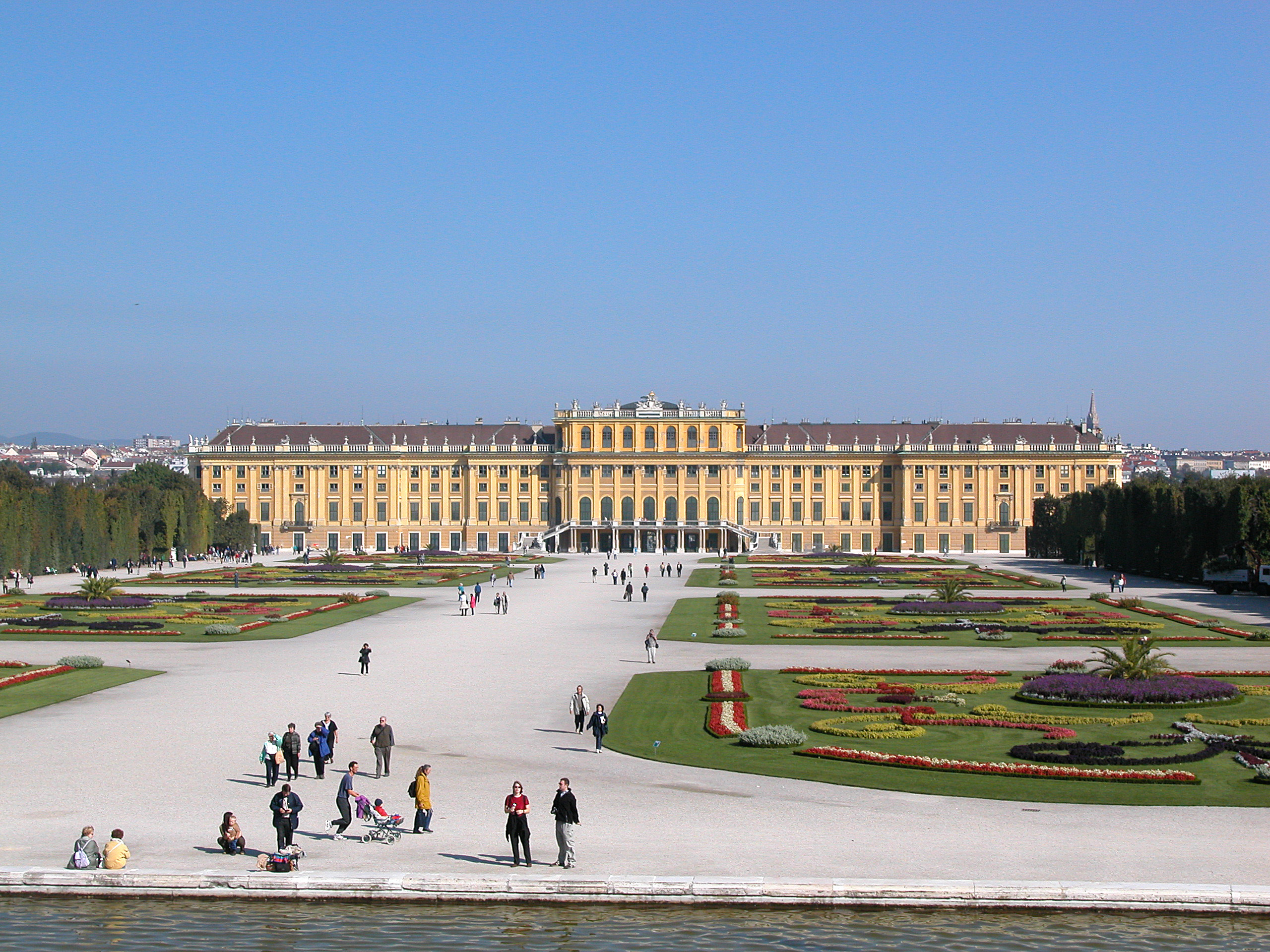
Die Nähe des Wacker-Stadions zum Schloss verlieh der Mannschaft den Spitznamen „Schönbrunner“.

Ihre erste dauerhafte Spielstätte fand die Wacker in der „Sandgrube“ des Gastwirts Nitsch. Letzterer stellte dem Verein seine Wirtschaft als Klubraum zur Verfügung und erlaubte dem Klub, auf dem angrenzenden Landstück in der Edelsinnstraße einen Fußballplatz zu errichten. 1909 konnte das Debüt auf neuem Platze gefeierte werden, gegen die Hertha setzte es allerdings ein 1:3 bei der Platzeröffnung. Die steigende Popularität Wackers nach Ende des Ersten Weltkrieges brachte es mit sich, dass der Verein immer öfter in größere Stadien ausweichen musste, da sonst ein Großteil der Fans nicht an den Spielen hätte teilhaben können. Man nahm daher den Bau eines neuen Stadions in Angriff, welches 20.000 Zuschauer fassen sollte. Als einzig nicht verbauter Platz in Meidling bot sich der sogenannte „Wildpark“ bei Schönbrunn an, der nach langwierigen Verhandlungen in Besitz genommen werden konnte.
Die Pläne des neuen Stadions entwarf Ing. Gold, die Bauarbeiten wurden von der Firma Josef Takacs übernommen. Die feierliche Eröffnung fand schließlich am 8. Oktober 1921 statt, das Stadion an der Rosasgasse hatte letztendlich rund 17.000 Stehplätze und 3000 Sitzplätze. Als erster Gegner wurde der alte Rivale Hertha geladen. Das Spiel musste beim Stande von 1:1 allerdings in der 28. Minuten auf Grund eines schweren Gewitters abgebrochen werden, die Eröffnung wurde daher auf den folgenden Tag, den 9. Oktober 1921 verschoben. Es war der Brünner Klub SK Moravská Slavia geladen, der mit 4:2 geschlagen wurde. Nationalspieler Johann Kowanda, der bereits den Treffer gegen die Hertha markiert hatte, erzielte drei Tore. Die Lage in unmittelbarer Nähe zum Schloss Schönbrunn gab den Schwarz-Weißen bald den Spitznamen „Schönbrunner“. Wacker blieb bis zu ihrem Ende 1971 in der Rosasgasse sesshaft, der Platz existiert heute noch, allerdings nicht mehr der Zuschauerraum. Als „Bundesspielplatz Schönbrunn“ (Wackerplatz) steht er dem Schulsport zur Verfügung.

## Trainer
- Jenő Kalmár (1957–1958)

## Spieler
In der Geschichte Wackers haben sich insbesondere drei Spieler hervorgetan, die großen Anteil an den Erfolgen in der Geschichte des österreichischen Fußball hatten: Zur Wacker-Legende der 30er Jahre mauserte sich Karli Zischek. Er war knapp zwanzig Jahre in der Ersten Wackers aktiv, spielte also auch noch in der Double-Mannschaft 1947. Bis heute gehört der Stürmer zu den Top-10-Torschützen der Nationalmannschaft, er selbst erlangte insbesondere als Rechtsaußen des Wunderteams Berühmtheit. In seine Fußstapfen als Wacker-Goalgetter trat in der 47er-Mannschaft Turl Wagner. Seinen großen Auftritt hatte er in der Hitzeschlacht von Lausanne, dem WM-Viertelfinalspiel von 1954 gegen die Schweiz, wo er drei Tore für Österreich erzielte. Später belegte man den 3. Platz. Auch er zählt zu den besten 10 Torschützen der österreichischen Nationalmannschaft. Zur damaligen Zeit machte aber insbesondere ein weiterer Meidlinger Fußballspieler von sich Reden: Gerhard Hanappi. Der ehemalige österreichische Rekordnationalspieler wurde unter anderem vom IFFHS als einer der 50 besten europäischen Fußballspieler des 20. Jahrhunderts ausgezeichnet.
Neben Karli Zischek hatten noch zwei weitere Wacker-Spieler in der Zwischenkriegszeit eine zweistellige Anzahl an Länderspielen aufzuweisen. Einer von ihnen war der mollige Leopold Resch, der auch im Cupfinale 1923 stand. Er wird als Spieler beschrieben, der seine athletische Spielweise gut mit seinem großen Aktionsradius und seiner ausgereiften Technik verband. Zudem machte auch der berühmte Stürmer Hansi Horvath in den dreißiger Jahren für drei Saisonen Halt in Meidling. In der Nachkriegsmeisterschaft machte sich neben Turl Wagner international für Österreich vor allem Admira-Import Willy Hahnemann verdient. Im Sturm der Nationalmannschaft machte sich zudem auch Wacker-Spieler Walter Haummer einen Namen. Im Mittelfeld brillierte neben Hanappi auch Turl Brinek, bekannt für seine Weitschüsse. Verteidiger Walter Kollmann machte sich dank seiner Schnelligkeit und seines Einsatzes einen Namen. Die letzten Stammspieler des Nationalteams, die Wacker hervorbringen konnte, waren die Brüder Ernst und Paul Kozlicek, die gemeinsam an der WM '58 teilnahmen.
Österreichische Nationalspieler:
| - Theodor Brinek sen. - Theodor Brinek jun. - Richard Brousek - Karl Cart - Ferdinand Feigl - Otto Fischer - Ernst Foreth - Alfred Gager | - Wilhelm Hahnemann - Gerhard Hanappi - Franz Hanreiter - Walter Haummer - Rainer Hinesser - Walter Horak - Johann Horvath - Franz Jellinek | - Adalbert Kaubek - Walter Kollmann - Johann Kowanda - Paul Kozlicek - Ernst Kozlicek - Josef Pekarek - Franz Pelikan - Karl Rappan | - Leopold Resch - Franz Twaroch - Turl Wagner - Johann Walzhofer - Josef Wana - Karl Zischek - Friedrich Zwazl |

| Torschützenkönige - 1942 Ernst Reitermaier: 20 Tore - 1955 Richard Brousek: 31 Tore | Österreichs Fußballer des Jahres - 1950 Gerhard Hanappi |

Einberufungen in die FIFA-Weltauswahl
- 1953 Theodor Brinek jun.

## Meidling und seine Schönbrunner - Versuche einer Wiederbelebung
Wacker galt jahrzehntelang als Aushängeschild Meidlings und machte den „zwölften Hieb“ national bekannt. So wird der Geschichte des nicht mehr bestehenden Klubs beispielsweise heute noch großer Platz im Wiener Bezirksmuseum Meidling eingeräumt, wo sich mit Ernst Reitermaier auch ehemalige Spieler engagierten. Auch gab es bereits bald nach dem Wegzug und der Fusion Wackers mehrere Versuche, dem Klub neues Leben einzuhauchen.
Der erste Versuch einer Neugründung des SC Wacker Wien war mit Wacker 72 getätigt, dieser Verein trat allerdings nur in den Wiener Unterligen in Erscheinung und ging im ASK Liesing auf. Erst ein weiterer Versuch in den 80er Jahren sollte von vorübergehendem Erfolg gekrönt sein: Unter traditionellem Namen Wacker Wien konnte der neue Verein zumindest in der Lokalpresse für Schlagzeilen sorgen. Mit den Bestrebungen, den Namen Wacker wieder in den Ergebnislisten der oberen Spielklassen zu lesen, spielte Wacker Wien in der Saison 1987/1988 wieder in der viertklassigen Wiener Stadtliga, belegte den dritten Platz: Nach einer Fusion mit Groß Viktoria zu Wacker/Groß Viktoria gelang ein Jahr später sogar der Aufstieg in die drittklassige Regionalliga Ost. Doch dieser Durchmarsch erfolgte zu rasch, finanzielle Probleme zwangen die neue Wacker in die Knie. Obmann Anton Cupak kündigte drei Runden vor Meisterschaftsende trotz eines guten Mittelfeldplatzes an, freiwillig abzusteigen und sich von Viktoria zu trennen.
Wacker brachte im Folgenden noch einige Jahre in der viertklassigen Wiener Stadtliga zu, konnte 1995 sogar den Wiener Fußballcup gewinnen, der Gersthofer SV wurde im Endspiel mit 4:2 geschlagen. Es folgte sicherlich das kurioseste Kapitel in der Wacker-Geschichte. Nachdem der neu gegründete Verein seinen Spielbetrieb einstellen musste, sollte Wacker Wien in der kleinen niederösterreichischen Marktgemeinde Lichtenwörth weiterspielen. Und tatsächlich trat der dortige ASK Lichtenwörth ab 26. November 1999 vorübergehend als SC Wacker-Wien-Lichtenwörth auf. Ein weiterer Versuch der Wiederbelebung des SC Wacker Wien wurde 2005 gestartet: Der neu gegründete Verein trägt unter traditionellem Namen seine Spiele auf dem Wiener-Viktoria Platz aus. Im Spieljahr 2009/10 errang Wacker den Meistertitel in der niedrigsten österreichischen Spielklasse (3. Klasse Wien) und spielte ab 2010/11 in der zweitniedrigsten Leistungsstufe (2. Klasse Wien). Am 9. Oktober 2012 fusionierte der Verein jedoch mit Borussia Hetzendorf, sodass auch dieser Versuch ein jähes Ende fand. 2018 wurde eine erneute Wiederbelebung des SC Wacker Wien gestartet: Der neugegründete Verein schaffte durch den Vizemeistertitel in der 2. Klasse A (achthöchste österreichische Spielklasse) den Aufstieg in die 1. Klasse A (siebthöchste österreichische Spielklasse), die Meisterschaft musste aber aufgrund der COVID-19-Pandemie zur Saisonhälfte abgebrochen werden. Nach Wiederbeginn gelang der Meistertitel und Aufstieg in die Oberliga A.

## Titel und Erfolge

### Zentropacup
- Finalist 1951

Europapokalergebnisse siehe: FC Admira Wacker Mödling/Europapokalstatistik

### Österreichische Fußballmeisterschaft
- 1 × Österreichischer Meister: 1947
- 8 × Österreichischer Vizemeister: 1939, 1940, 1941, 1945[18], 1948, 1951, 1953, 1956
- 7 × Österreichischer Zweitligameister: 1912, 1913, 1914 (Zweite Klasse), 1962, 1964, 1966, 1968 (Regionalliga Ost)

### ÖsterreichischerundDeutscher Cup
- 1 × Österreichischer Cupsieger: 1947
- 1 × Österreichischer Cupfinalist: 1923
- 1 × Halbfinale im deutschen Cup: 1940[19]